# Ordem do Mérito (Jamaica)
A Ordem do Mérito é parte do sistema de honras da Jamaica e é a quarta maior honraria concedida pelo país. É conferida a jamaicanos ou cidadãos ilustres de outros países que alcançaram eminente distinção internacional no campo da ciência, das artes, literatura ou qualquer outro empreendimento. A condecoração não pode ser portada por mais de 15 agraciados vivos e não pode ser concedida a mais de duas pessoas por ano.